# Юность Петра
«Юность Петра» — двухсерийный художественный фильм, первая часть исторической дилогии, снятой в 1980 году режиссёром Сергеем Герасимовым на основе исторического романа «Пётр I» (1945) советского писателя А. Н. Толстого. В прокате фильм посмотрели 23,5 млн зрителей (1981, 14 место).

## Сюжет
Фильм представляет собой рассказ о юности Петра I, о становлении его характера и о ближайшем окружении. Царь решительно отказывается от ряда патриархальных ценностей и стремится вывести страну, которую любит и которой предан со всем юношеским пылом, в число самых просвещённых.

## В ролях
- Дмитрий Золотухин — Пётр I
- Тамара Макарова — царица Наталья Кирилловна, мать Петра
- Алексей Емельянов — царь Иван V, старший единокровный брат Петра
- Наталья Бондарчук — царевна Софья, старшая единокровная сестра Петра I
- Николай Ерёменко-младший — Меншиков
- Олег Стриженов — князь Василий Васильевич Голицын, фаворит царевны Софьи
- Вадим Спиридонов — Фёдор Шакловитый, глава Стрелецкого приказа
- Михаил Ножкин — князь Борис Алексеич Голицын, сподвижник Петра, двоюродный брат Василия Голицына
- Петер Ройсе[нем.] — Франц Лефорт
- Ульрика Кунце — Анна Монс, фаворитка Петра
- Иоахим Томашевски — Иоганн Монс, отец Анны
- Эдуард Бочаров — Иван Артемьич Бровкин, крепостной крестьянин Василия Волкова, позднее купец
- Любовь Полехина — Санька Бровкина, дочь Ивана Артемьича, затем жена Василия Волкова
- Любовь Германова — царица Евдокия Лопухина, первая жена Петра
- Анатолий Баранцев — Никита Зотов
- Михаил Зимин — князь Роман Борисович Буйносов
- Борис Бачурин — Василий Волков
- Роман Филиппов — князь-кесарь Фёдор Юрьевич Ромодановский
- Юрий Мороз — Алёша Бровкин, сын Ивана Артемьича, офицер
- Александр Белявский — Лев Кириллович Нарышкин, дядя Петра, брат царицы Натальи
- Виктор Шульгин — патриарх Иоаким
- Николай Гринько — старец Нектарий
- Роман Хомятов — Автоном Головин, сподвижник Петра
- Хельмут Шрайбер — генерал Патрик Гордон
- Бодо Вольф — Кёнигсек, прусский посланник в Москве
- Александра Матвеева — княгиня Буйносова, жена князя Романа Борисовича
- Марина Левтова — Ольга Буйносова
- Екатерина Васильева — Антонида Буйносова
- М. Бурденкова — Наталья Буйносова
- Леонид Реутов — стрелец Никита Гладкий
- Владимир Маренков — стрелец Овсей Ржев
- Борис Хмельницкий — стрелец Кузьма Чёрмный
- Геннадий Фролов — Артамон Бровкин, младший сын Ивана Артемьича
- Иван Лапиков — кузнец Жемов
- Пётр Глебов — Цыган
- Виталий Матвеев — Иуда
- Муза Крепкогорская — Воробьиха
- Евгений Багдасаров — целовальник
- Сергей Шпаковский — Андрей Андреевич Виниус, думный дьяк, секретарь Петра
- Лидия Федосеева-Шукшина — сваха
- Леонид Зверинцев — Михаил Тыртов
- Алексей Миронов — боярин Тихон Стрешнёв
- Владимир Кашпур — Овдоким
- Марина Голуб — Верка
- Юрий Чернов — юродивый
- Майя Булгакова — Бровкина, жена Ивана Артемьича
- Анна Назарьева — Санька Бровкина в детстве
- Дмитрий Орловский — Артамон Сергеевич Матвеев, ближний боярин царя Алексея Михайловича, отца Петра, Ивана и Софьи
- Геннадий Петров — князь Милославский (в титрах указан как П. Петров)
- Михаил Глузский — князь Троекуров, посол Петра к Софье (нет в титрах)
- Манефа Соболевская — женщина из толпы (нет в титрах)
- Виктор Лазарев — старый стрелец (нет в титрах)
- Олег Фёдоров — монах (нет в титрах)
- Маргарита Жарова — эпизод
- Артём Карапетян — закадровый перевод

## Съёмочная группа
- Автор сценария: Сергей Герасимов совместно с Юрием Кавтарадзе
- Режиссёр: Сергей Герасимов
- Оператор: Сергей Филиппов (совм. с Х. Хардтом)
- Художники-постановщики: Борис Дуленков, Александр Попов (совместно с И. Келлером)
- Художники по костюмам: Элеонора Маклакова, Наталья Полях (совместно с Г. Шмидт)
- Композитор: Владимир Мартынов
- Звукорежиссёр: Валентин Хлобынин
- Директор картины: Аркадий Кушлянский

## Награды
- 1981 — 14 Всесоюзный кинофестиваль (Вильнюс) по разделу художественных фильмов: Специальный приз за масштабность воплощения историко-патриотической темы режиссёру Сергею Герасимову за фильмы «Юность Петра» и «В начале славных дел»[1].
- Дмитрий Золотухин — лучший актёр 1981 года по опросу журнала «Советский экран».